# Ruyaulcourt
Ruyaulcourt település Franciaországban, Pas-de-Calais megyében. Lakosainak száma 284 fő (2022. január 1.). Ruyaulcourt Hermies, Bertincourt, Havrincourt, Neuville-Bourjonval és Ytres községekkel határos.

## Népesség
A település népessége az elmúlt években az alábbi módon változott:
| Lakosok száma | 310  | 310  | 305  | 294  | 290  | 283  | 281  | 282  | 284  |
|               | 2013 | 2015 | 2016 | 2017 | 2018 | 2019 | 2020 | 2021 | 2022 |